# Cornus (botanica)
Cornus L., 1753 è un genere di piante angiosperme eudicotiledoni appartenenti alla famiglia delle Cornacee.
La specie più comune è il corniolo.

## Descrizione
La maggior parte delle specie di Cornus sono alberi decidui o arbusti.

## Tassonomia
Il genere comprende le seguenti specie:
- Cornus × acadiensis Fernald
- Cornus alba L.
- Cornus alternifolia L.f.
- Cornus amomum Mill.
- Cornus × arnoldiana Rehder
- Cornus asperifolia Michx.
- Cornus austrosinensis W.P.Fang & W.K.Hu
- Cornus bretschneideri L.Henry
- Cornus canadensis L.
- Cornus capitata Wall.
- Cornus chinensis Wangerin
- Cornus controversa Hemsl.
- Cornus darvasica (Pojark.) Pilip.
- Cornus disciflora Moc. & Sessé ex DC.
- Cornus drummondii C.A.Mey.
- Cornus excelsa Kunth
- Cornus eydeana Q.Y.Xiang & Y.M.Shui
- Cornus florida L.
- Cornus foemina Mill.
- Cornus × friedlanderi W.H.Wagner
- Cornus glabrata Benth.
- Cornus hemsleyi C.K.Schneid. & Wangerin
- Cornus hongkongensis Hemsl.
- Cornus iberica Woronow
- Cornus koehneana Wangerin
- Cornus kousa Bürger ex Hance
- Cornus × lepagei Gervais & Blondeau
- Cornus macrophylla Wall.
- Cornus mas L. - corniolo
- Cornus meyeri (Pojark.) Pilip.
- Cornus multinervosa (Pojark.) Q.Y.Xiang
- Cornus nuttallii Audubon ex Torr. & A.Gray
- Cornus obliqua Raf.
- Cornus oblonga Wall.
- Cornus officinalis Siebold & Zucc.
- Cornus oligophlebia Merr.
- Cornus papillosa W.P.Fang & W.K.Hu
- Cornus parviflora S.S.Chien
- Cornus peruviana J.F.Macbr.
- Cornus quinquenervis Franch.
- Cornus racemosa Lam.
- Cornus rugosa Lam.
- Cornus sanguinea L. - sanguinella
- Cornus schindleri Wangerin
- Cornus sericea L.
- Cornus sessilis Torr.
- Cornus × slavinii Rehder
- Cornus suecica L.
- Cornus torreyi S.Watson
- Cornus ulotricha C.K.Schneid. & Wangerin
- Cornus unalaschkensis Ledeb.
- Cornus volkensii Harms
- Cornus walteri Wangerin
- Cornus wilsoniana Wangerin